# Coppa Sudamericana 2025 (fase a gironi)
La fase a gironi della Coppa Sudamericana 2025 si disputerà tra il 1º aprile e il 29 maggio 2025. A questa fase partecipano 32 squadre, di cui 16 di queste si qualificheranno alla successiva fase finale.

## Formato
In ogni gruppo le squadre si affrontano secondo la formula del girone all'italiana. Le prime due classificate di ciascun gruppo accedono alla fase finale. La terza e la quarta squadra classificata sono eliminate.
Nel caso che due o più squadre finiscano a pari punti nel girone, vengono adottati i seguenti criteri in ordine di importanza per stabilire le posizioni nella classifica finale del gruppo:
1. miglior differenza reti;
2. maggior numero di gol segnati;
3. maggior numero di gol segnati in trasferta;
4. miglior posizione nel ranking CONMEBOL (al 16 dicembre 2024);
5. sorteggio.

## Date
| Fase          | Turno       | Sorteggio     | Andata            | Ritorno           |
| ------------- | ----------- | ------------- | ----------------- | ----------------- |
| Fase a gruppi | 1ª giornata | 17 marzo 2025 | 1-3 aprile 2025   | 1-3 aprile 2025   |
| Fase a gruppi | 2ª giornata | 17 marzo 2025 | 8-10 aprile 2025  | 8-10 aprile 2025  |
| Fase a gruppi | 3ª giornata | 17 marzo 2025 | 22-24 aprile 2025 | 22-24 aprile 2025 |
| Fase a gruppi | 4ª giornata | 17 marzo 2025 | 6-8 maggio 2025   | 6-8 maggio 2025   |
| Fase a gruppi | 5ª giornata | 17 marzo 2025 | 13-15 maggio 2025 | 13-15 maggio 2025 |
| Fase a gruppi | 6ª giornata | 17 marzo 2025 | 27-29 maggio 2025 | 27-29 maggio 2025 |

## Sorteggio
Il sorteggio della fase a gironi si è tenuto il 17 marzo 2025 nella sede della CONMEBOL a Luque (Paraguay), insieme al sorteggio della contemporanea fase a gironi della Copa Libertadores 2025.
Le 4 urne sono state composte tenendo conto del ranking CONMEBOL al 16 dicembre 2024. Nella successiva estrazione delle squadre, si terrà conto del criterio che vieta di inserire in uno stesso girone (ognuno composto da 4 squadre) due o più squadre della stessa nazione di provenienza.
| Urna 1 | Urna 2 | Urna 3 | Urna 4 |
| --- | --- | --- | --- |
| - Atlético Mineiro (7) - Fluminense (10) - Grêmio (11) - Independiente (22) - Cruzeiro (26) - Lanús (30) - Defensa y Justicia (33) - América de Cali (40) | - Guaraní (47) - Palestino (55) - Caracas (58) - Vasco da Gama (66) - Huracán (70) - Universidad Católica (71) - Unión Española (79) - Godoy Cruz (80) | - Once Caldas (96) - Racing (100) - Unión (101) - Nacional Potosí (113) - Cienciano (118) - Sportivo Luqueño (123) - Puerto Cabello (159) - Cerro Largo (192) | - Mushuc Runa (232) - Atlético Grau (250) - Vitória (258) - GV San José (–) - Deportes Iquique (152) - Boston River (206) - Melgar (51) - Corinthians (18) |

## Gruppo A

### Classifica
| Squadra         | Pt | G | V | N | P | GF | GS | DG  |
| --------------- | -- | - | - | - | - | -- | -- | --- |
| Independiente   | 12 | 6 | 4 | 0 | 2 | 16 | 6  | +10 |
| Guaraní         | 8  | 6 | 2 | 2 | 2 | 9  | 12 | -3  |
| Boston River    | 7  | 6 | 2 | 1 | 3 | 12 | 14 | -2  |
| Nacional Potosí | 7  | 6 | 2 | 1 | 3 | 8  | 13 | -5  |

Legenda
      Squadra qualificata alla fase finale.
      Squadra qualificata agli spareggi per la fase finale.

### Risultati
| Squadra 1       | Risultato   | Squadra 2       |
| 1ª giornata     | 1ª giornata | 1ª giornata     |
| --------------- | ----------- | --------------- |
| Boston River    | 3 - 3       | Guaraní         |
| Nacional Potosí | 2 - 0       | Independiente   |
| 2ª giornata     |             |                 |
| Independiente   | 2 - 1       | Boston River    |
| Guaraní         | 2 - 0       | Nacional Potosí |
| 3ª giornata     |             |                 |
| Guaraní         | 2 - 1       | Independiente   |
| Boston River    | 2 - 1       | Nacional Potosí |
| 4ª giornata     |             |                 |
| Nacional Potosí | 2 - 2       | Guaraní         |
| Boston River    | 1 - 5       | Independiente   |
| 5ª giornata     |             |                 |
| Nacional Potosí | 3 - 0       | Boston River    |
| Independiente   | 1 - 0       | Guaraní         |
| 6ª giornata     |             |                 |
| Independiente   | 7 - 0       | Nacional Potosí |
| Guaraní         | 0 - 5       | Boston River    |

### Tabellini
| Arbitro: | Augusto Menéndez |

|                                            |           |                                         |
| A. González 27’ Noguera 50’ Albarracín 72’ | Marcatori | 54’ Mendieta 60’ Fernández 90+1’ Vargas |

| Arbitro: | Edina Alves |

|                        |           |  |
| Ábrego 66’ Diellos 83’ | Marcatori |  |

| Arbitro: | Bruno Arleu |

|                             |           |           |
| Galdames 61’ Galdames 90+1’ | Marcatori | 86’ Muñoa |

| Arbitro: | Fernando Vejar |

|                            |           |  |
| Fernández 11’ Patiño 45+5’ | Marcatori |  |

| Arbitro: | Roberto Pérez |

|                       |           |            |
| Vargas 28’ Vargas 80’ | Marcatori | 60’ Loyola |

| Arbitro: | Anderson Daronco |

|                             |           |             |
| Albarracín 57’ Martínez 70’ | Marcatori | 21’ Torrico |

| Arbitro: | Yender Herrera |

|                       |           |                                          |
| Hoyos 37’ Diellos 61’ | Marcatori | 63’ D. Fernández 88’ (rig.) D. Fernández |

| Arbitro: | Jhon Ospina |

|           |           |                                                                                |
| Anello 7’ | Marcatori | 14’ Giménez Rojas 21’ Millán 46’ Tarzia 61’ (rig.) Giménez Rojas 90+2’ Hidalgo |

| Arbitro: | Ramon Abatti |

|                                         |           |  |
| Diellos 54’ Diellos 70’ Carlos Preciado | Marcatori |  |

| Arbitro: | Flavio de Souza |

|            |           |  |
| Tarzia 43’ | Marcatori |  |

| Arbitro: | Paulo Zanovelli |

|                                                                                             |           |  |
| Montiel 26’ Tarzia 34’ Loyola 51’ Montiel 53’ Millán 77’ Echeverría 81’ (aut.) Galdames 84’ | Marcatori |  |

| Arbitro: | Bryan Loayza |

|  |           |                                                                       |
|  | Marcatori | 24’ F. Rodríguez 41’ Gutiérrez 45+2’ G. López 49’ Barcia 65’ G. López |

## Gruppo B

### Classifica
| Squadra              | Pt | G | V | N | P | GF | GS | DG |
| -------------------- | -- | - | - | - | - | -- | -- | -- |
| Universidad Católica | 14 | 6 | 4 | 2 | 0 | 12 | 5  | +7 |
| Cerro Largo          | 7  | 6 | 2 | 1 | 3 | 5  | 8  | -3 |
| Vitória              | 6  | 6 | 1 | 3 | 2 | 3  | 4  | -1 |
| Defensa y Justicia   | 4  | 6 | 0 | 4 | 2 | 4  | 7  | -3 |

Legenda
      Squadra qualificata alla fase finale.
      Squadra qualificata agli spareggi per la fase finale.

### Risultati
| Squadra 1            | Risultato   | Squadra 2            |
| 1ª giornata          | 1ª giornata | 1ª giornata          |
| -------------------- | ----------- | -------------------- |
| Vitória              | 1 - 1       | Universidad Católica |
| Cerro Largo          | 0 - 0       | Defensa y Justicia   |
| 2ª giornata          |             |                      |
| Defensa y Justicia   | 0 - 0       | Vitória              |
| Universidad Católica | 3 - 1       | Cerro Largo          |
| 3ª giornata          |             |                      |
| Vitória              | 0 - 1       | Cerro Largo          |
| Universidad Católica | 3 - 1       | Defensa y Justicia   |
| 4ª giornata          |             |                      |
| Vitória              | 1 - 1       | Defensa y Justicia   |
| Cerro Largo          | 1 - 3       | Universidad Católica |
| 5ª giornata          |             |                      |
| Defensa y Justicia   | 1 - 1       | Universidad Católica |
| Cerro Largo          | 0 - 1       | Vitória              |
| 6ª giornata          |             |                      |
| Defensa y Justicia   | 1 - 2       | Cerro Largo          |
| Universidad Católica | 1 - 0       | Vitória              |

### Tabellini
| Arbitro: | José Cabrero |

|                        |           |             |
| Matheuzinho 76’ (rig.) | Marcatori | 54’ Londoño |

| Montevideo 3 aprile 2025, ore 21:30 UTC-3 1ª giornata | Cerro Largo | 0 – 0 referto | Defensa y Justicia | Estadio Centenario (569 spett.)\| Arbitro: \| Ivo Méndez \| |
| Arbitro:                                              | Ivo Méndez  |               |                    |                                                             |

| Gobernador Costa 10 aprile 2025, ore 19:00 UTC-3 2ª giornata | Defensa y Justicia | 0 – 0 referto | Vitória | Estadio Norberto Tomaghello (3 575 spett.)\| Arbitro: \| Augusto Menéndez \| |
| Arbitro:                                                     | Augusto Menéndez   |               |         |                                                                              |

| Arbitro: | Michael Espinoza |

|                                         |           |              |
| Londoño 18’ I. Díaz 45+1’ I. Díaz 90+4’ | Marcatori | 75’ Ferrarés |

| Arbitro: | José Méndez |

|  |           |            |
|  | Marcatori | 75’ Peraza |

| Arbitro: | Yender Herrera |

|                                    |           |               |
| Díaz 9’ (rig.) Moreno 70’ Díaz 80’ | Marcatori | 14’ Gutiérrez |

| Arbitro: | Francisco Gilabert |

|         |           |           |
| Edu 36’ | Marcatori | 55’ Togni |

| Arbitro: | Ivo Méndez |

|              |           |                                      |
| Añasco 90+4’ | Marcatori | 20’ Palacios 31’ I. Díaz 87’ I. Díaz |

| Arbitro: | José Méndez |

|               |           |                |
| Cannavo 45+1’ | Marcatori | 58’ Chancellor |

| Arbitro: | Joel Alarcón |

|  |           |               |
|  | Marcatori | 83’ Claudinho |

| Arbitro: | Emikar Calderas |

|             |           |                         |
| Barbona 67’ | Marcatori | 45+1’ Assís 51’ Otormín |

| Arbitro: | Yender Herrera |

|                     |           |  |
| Baralhas 75’ (aut.) | Marcatori |  |

## Gruppo C

### Classifica
| Squadra           | Pt | G | V | N | P | GF | GS | DG  |
| ----------------- | -- | - | - | - | - | -- | -- | --- |
| Huracán           | 14 | 6 | 4 | 2 | 0 | 11 | 2  | +9  |
| América de Cali   | 8  | 6 | 1 | 5 | 0 | 6  | 4  | +2  |
| Corinthians       | 8  | 6 | 2 | 2 | 2 | 5  | 5  | 0   |
| Racing Montevideo | 1  | 6 | 0 | 1 | 5 | 3  | 14 | -11 |

Legenda
      Squadra qualificata alla fase finale.
      Squadra qualificata agli spareggi per la fase finale.

### Risultati
| Squadra 1         | Risultato   | Squadra 2         |
| 1ª giornata       | 1ª giornata | 1ª giornata       |
| ----------------- | ----------- | ----------------- |
| Corinthians       | 1 - 2       | Huracán           |
| Racing Montevideo | 1 - 3       | América de Cali   |
| 2ª giornata       |             |                   |
| América de Cali   | 1 - 1       | Corinthians       |
| Huracán           | 5 - 0       | Racing Montevideo |
| 3ª giornata       |             |                   |
| Huracán           | 0 - 0       | América de Cali   |
| Corinthians       | 1 - 0       | Racing Montevideo |
| 4ª giornata       |             |                   |
| Corinthians       | 1 - 1       | América de Cali   |
| Racing Montevideo | 1 - 3       | Huracán           |
| 5ª giornata       |             |                   |
| América de Cali   | 0 - 0       | Huracán           |
| Racing Montevideo | 0 - 1       | Corinthians       |
| 6ª giornata       |             |                   |
| América de Cali   | 1 - 1       | Racing Montevideo |
| Huracán           | 1 - 0       | Corinthians       |

### Tabellini
| Arbitro: | Cristián Garay |

|             |           |                          |
| Raniele 13’ | Marcatori | 6’ Sequeira 37’ Sequeira |

| Arbitro: | Roberto Pérez |

|                |           |                                   |
| Da Silva 90+2’ | Marcatori | 13’ Holgado 32’ Vergara 83’ Ramos |

| Arbitro: | Jesús Valenzuela |

|           |           |                 |
| Ramos 24’ | Marcatori | 88’ Matheuzinho |

| Arbitro: | Francisco Gilabert |

|                                                                     |           |  |
| Pereyra 8’ Cotugno 19’ (aut.) de la Fuente 35’ Urzi 45+2’ Pérez 53’ | Marcatori |  |

| Buenos Aires 23 aprile 2025, ore 19:00 UTC-3 3ª giornata | Huracán        | 0 – 0 referto | América de Cali | Estadio Tomás Adolfo Ducó (10 939 spett.)\| Arbitro: \| Augusto Aragón \| |
| Arbitro:                                                 | Augusto Aragón |               |                 |                                                                           |

| Arbitro: | Guillermo Guerrero |

|            |           |  |
| Romero 52’ | Marcatori |  |

| Arbitro: | Juan Benítez |

|           |           |             |
| Depay 20’ | Marcatori | 46’ Navarro |

| Arbitro: | Augusto Menéndez |

|             |           |                                   |
| Tomatis 25’ | Marcatori | 41’ Urzi 55’ Pereyra 90+5’ Cabral |

| Cali 14 maggio 2025, ore 21:00 UTC-3 5ª giornata | América de Cali | 0 – 0 referto | Huracán | Estadio Olímpico Pascual Guerrero (29 763 spett.)\| Arbitro: \| Cristián Garay \| |
| Arbitro:                                         | Cristián Garay  |               |         |                                                                                   |

| Arbitro: | José Cabero |

|  |           |                  |
|  | Marcatori | 74’ Matheus Bidu |

| Arbitro: | Alejandro Velázquez |

|               |           |             |
| Pestaña 90+5’ | Marcatori | 75’ Fonseca |

| Arbitro: | Gery Vargas |

|            |           |  |
| Watson 47’ | Marcatori |  |

## Gruppo D

### Classifica
| Squadra       | Pt | G | V | N | P | GF | GS | DG |
| ------------- | -- | - | - | - | - | -- | -- | -- |
| Godoy Cruz    | 12 | 6 | 3 | 3 | 0 | 10 | 5  | +5 |
| Grêmio        | 12 | 6 | 3 | 3 | 0 | 8  | 4  | +4 |
| Atlético Grau | 4  | 6 | 0 | 4 | 2 | 5  | 9  | -4 |
| Sp. Luqueño   | 2  | 6 | 0 | 2 | 4 | 4  | 9  | -5 |

Legenda
      Squadra qualificata alla fase finale.
      Squadra qualificata agli spareggi per la fase finale.

### Risultati
| Squadra 1     | Risultato   | Squadra 2     |
| 1ª giornata   | 1ª giornata | 1ª giornata   |
| ------------- | ----------- | ------------- |
| Sp. Luqueño   | 1 - 2       | Grêmio        |
| Atlético Grau | 0 - 2       | Godoy Cruz    |
| 2ª giornata   |             |               |
| Grêmio        | 2 - 0       | Atlético Grau |
| Godoy Cruz    | 2 - 0       | Sp. Luqueño   |
| 3ª giornata   |             |               |
| Atlético Grau | 2 - 2       | Sp. Luqueño   |
| Godoy Cruz    | 2 - 2       | Grêmio        |
| 4ª giornata   |             |               |
| Sp. Luqueño   | 0 - 1       | Godoy Cruz    |
| Atlético Grau | 0 - 0       | Grêmio        |
| 5ª giornata   |             |               |
| Grêmio        | 1 - 1       | Godoy Cruz    |
| Sp. Luqueño   | 1 - 1       | Atlético Grau |
| 6ª giornata   |             |               |
| Grêmio        | 1 - 0       | Sp. Luqueño   |
| Godoy Cruz    | 2 - 2       | Atlético Grau |

### Tabellini
| Arbitro: | Francisco Gilabert |

|               |           |                                  |
| Santander 29’ | Marcatori | 17’ (rig.) Arezo 71’ Braithwaite |

| Arbitro: | Guillermo Guerrero |

|  |           |                           |
|  | Marcatori | 19’ Mendoza 55’ Fernández |

| Arbitro: | Gery Vargas |

|                       |           |  |
| Arezo 37’ Olivera 67’ | Marcatori |  |

| Arbitro: | Augusto Aragón |

|                           |           |  |
| Mendoza 29’ Pascual 90+3’ | Marcatori |  |

| Arbitro: | Diego Ulloa |

|                          |           |                       |
| Garro 44’ Bandiera 90+3’ | Marcatori | 8’ Ayala 27’ González |

| Arbitro: | Francisco Gilabert |

|                           |           |                           |
| Auzmendi 63’ Martínez 86’ | Marcatori | 34’ Edenílson 81’ Aravena |

| Arbitro: | Bryan Loayza |

|  |           |              |
|  | Marcatori | 72’ Auzmendi |

| Lima 7 maggio 2025, ore 19:30 UTC-3 4ª giornata | Atlético Grau | 0 – 0 referto | Grêmio | Estadio Alejandro Villanueva (202 spett.)\| Arbitro: \| José Burgos \| |
| Arbitro:                                        | José Burgos   |               |        |                                                                        |

| Arbitro: | Diego Ulloa |

|               |           |            |
| João Pedro 6’ | Marcatori | 29’ Andino |

| Arbitro: | Dione Rissios |

|                    |           |              |
| Bolívar 39’ (aut.) | Marcatori | 33’ Rostaing |

| Arbitro: | José Cabero |

|                      |           |  |
| Riquelme Freitas 75’ | Marcatori |  |

| Arbitro: | Javier Revollo |

|                                 |           |                        |
| Auzmendi 48’ Martínez Dupuy 76’ | Marcatori | 64’ Bandiera 73’ Vilca |

## Gruppo E

### Classifica
| Squadra     | Pt | G | V | N | P | GF | GS | DG |
| ----------- | -- | - | - | - | - | -- | -- | -- |
| Mushuc Runa | 16 | 6 | 5 | 1 | 0 | 12 | 4  | +8 |
| Palestino   | 9  | 6 | 3 | 0 | 3 | 9  | 9  | 0  |
| Cruzeiro    | 5  | 6 | 1 | 2 | 3 | 5  | 7  | -2 |
| Unión (SF)  | 4  | 6 | 1 | 1 | 4 | 2  | 8  | -6 |

Legenda
      Squadra qualificata alla fase finale.
      Squadra qualificata agli spareggi per la fase finale.

### Risultati
| Squadra 1   | Risultato   | Squadra 2   |
| 1ª giornata | 1ª giornata | 1ª giornata |
| ----------- | ----------- | ----------- |
| Unión (SF)  | 1 - 0       | Cruzeiro    |
| Mushuc Runa | 3 - 2       | Palestino   |
| 2ª giornata |             |             |
| Palestino   | 2 - 0       | Unión (SF)  |
| Cruzeiro    | 1 - 2       | Mushuc Runa |
| 3ª giornata |             |             |
| Mushuc Runa | 3 - 0       | Unión (SF)  |
| Palestino   | 2 - 1       | Cruzeiro    |
| 4ª giornata |             |             |
| Unión (SF)  | 1 - 2       | Palestino   |
| Mushuc Runa | 1 - 1       | Cruzeiro    |
| 5ª giornata |             |             |
| Unión (SF)  | 0 - 1       | Mushuc Runa |
| Cruzeiro    | 2 - 1       | Palestino   |
| 6ª giornata |             |             |
| Cruzeiro    | 0 - 0       | Unión (SF)  |
| Palestino   | 0 - 2       | Mushuc Runa |

### Tabellini
| Arbitro: | Andrés Matonte |

|            |           |  |
| Díaz 90+4’ | Marcatori |  |

| Arbitro: | Yender Herrera |

|                                      |           |                            |
| Haquín 41’ Simisterra 75’ Alonso 82’ | Marcatori | 71’ Marabel 90+3’ Carrasco |

| Arbitro: | Carlos Benítez |

|                                   |           |  |
| Carrasco 12’ (rig.) Marabel 90+6’ | Marcatori |  |

| Arbitro: | Mario Díaz de Vivar |

|                    |           |                             |
| Gabriel 67’ (rig.) | Marcatori | 29’ Orejuela 77’ Bentaberry |

| Arbitro: | Augusto Menéndez |

|                                       |           |  |
| Orejuela 3’ Caicedo 52’ Penilla 90+1’ | Marcatori |  |

| Arbitro: | Mathías De Armas |

|                       |           |             |
| Benítez 40’ Arias 86’ | Marcatori | 83’ Eduardo |

| Arbitro: | Derlis López |

|           |           |                         |
| Gamba 49’ | Marcatori | 84’ Marabel 88’ Marabel |

| Arbitro: | Roberto Pérez |

|              |           |          |
| Orejuela 54’ | Marcatori | 61’ Díaz |

| Santa Fe 13 maggio 2025, ore 21:30 UTC-3 5ª giornata | Unión (SF)     | 0 – 1 referto | Mushuc Runa | Estadio 15 de Abril (8 354 spett.)\| Arbitro: \| Yender Herrera \| |
| Arbitro:                                             | Yender Herrera |               |             |                                                                    |

| Arbitro: | Kevin Ortega |

|                                 |           |             |
| Bolasie 69’ Gabriel Barbosa 90’ | Marcatori | 7’ Martínez |

| Belo Horizonte 28 maggio 2025, ore 21:30 UTC-4 6ª giornata | Cruzeiro    | 0 – 0 referto | Unión (SF) | Estádio Mineirão (20 044 spett.)\| Arbitro: \| Blas Romero \| |
| Arbitro:                                                   | Blas Romero |               |            |                                                               |

| Arbitro: | Hernán Heras |

|  |           |                          |
|  | Marcatori | 70’ Orejuela 88’ Penilla |

## Gruppo F

### Classifica
| Squadra              | Pt | G | V | N | P | GF | GS | DG  |
| -------------------- | -- | - | - | - | - | -- | -- | --- |
| Fluminense           | 13 | 6 | 4 | 1 | 1 | 11 | 2  | +9  |
| Once Caldas          | 12 | 6 | 4 | 0 | 2 | 8  | 6  | +2  |
| Unión Española       | 5  | 6 | 1 | 2 | 3 | 6  | 7  | -1  |
| Gualberto Villarroel | 4  | 6 | 1 | 1 | 4 | 5  | 15 | -10 |

Legenda
      Squadra qualificata alla fase finale.
      Squadra qualificata agli spareggi per la fase finale.

### Risultati
| Squadra 1            | Risultato   | Squadra 2            |
| 1ª giornata          | 1ª giornata | 1ª giornata          |
| -------------------- | ----------- | -------------------- |
| Once Caldas          | 0 - 1       | Fluminense           |
| Gualberto Villarroel | 1 - 1       | Unión Española       |
| 2ª giornata          |             |                      |
| Unión Española       | 0 - 2       | Once Caldas          |
| Fluminense           | 5 - 0       | Gualberto Villarroel |
| 3ª giornata          |             |                      |
| Gualberto Villarroel | 2 - 3       | Once Caldas          |
| Unión Española       | 1 - 1       | Fluminense           |
| 4ª giornata          |             |                      |
| Once Caldas          | 1 - 0       | Unión Española       |
| Gualberto Villarroel | 1 - 0       | Fluminense           |
| 5ª giornata          |             |                      |
| Fluminense           | 2 - 0       | Unión Española       |
| Once Caldas          | 2 - 1       | Gualberto Villarroel |
| 6ª giornata          |             |                      |
| Fluminense           | 2 - 0       | Once Caldas          |
| Unión Española       | 4 - 0       | Gualberto Villarroel |

### Tabellini
| Arbitro: | Maximiliano Ramírez |

|  |           |          |
|  | Marcatori | 31’ Cano |

| Arbitro: | Bryan Loayza |

|                   |           |           |
| López Pissano 88’ | Marcatori | 82’ Núñez |

| Arbitro: | Leandro Rey Hilfer |

|  |           |                          |
|  | Marcatori | 57’ Moreno 86’ A. García |

| Arbitro: | Roberto Pérez |

|                                                       |           |  |
| Everaldo 21’ Everaldo 44’ Serna 59’ Cano 73’ Cano 79’ | Marcatori |  |

| Arbitro: | Andrés Matonte |

|                          |           |                                  |
| Becerra 70’ Villamíl 80’ | Marcatori | 42’ Moreno 73’ Moreno 88’ Moreno |

| Arbitro: | Nazareno Arasa |

|              |           |                      |
| Aránguiz 83’ | Marcatori | 90+3’ Gustavo Nonato |

| Arbitro: | Kevin Ortega |

|              |           |  |
| Palacios 16’ | Marcatori |  |

| Arbitro: | Alexis Herrera |

|            |           |  |
| Calero 69’ | Marcatori |  |

| Arbitro: | Yael Falcón Pérez |

|                             |           |  |
| Kevin 47’ Samuel Xavier 77’ | Marcatori |  |

| Arbitro: | Augusto Aragón |

|                         |           |          |
| Malagón 35’ Beltrán 79’ | Marcatori | 58’ Roca |

| Arbitro: | Darío Herrera |

|                         |           |  |
| Martinelli 2’ Serna 34’ | Marcatori |  |

| Arbitro: | Edina Alves |

|                                               |           |  |
| Aránguiz 17’ Uribe 49’ Aránguiz 58’ Véjar 78’ | Marcatori |  |

## Gruppo G

### Classifica
| Squadra       | Pt | G | V | N | P | GF | GS | DG |
| ------------- | -- | - | - | - | - | -- | -- | -- |
| Lanús         | 12 | 6 | 3 | 3 | 0 | 9  | 4  | +5 |
| Vasco da Gama | 8  | 6 | 2 | 2 | 2 | 8  | 8  | 0  |
| Melgar        | 5  | 6 | 2 | 1 | 3 | 5  | 10 | -5 |
| Academia P.C. | 5  | 6 | 1 | 2 | 3 | 8  | 8  | 0  |

Legenda
      Squadra qualificata alla fase finale.
      Squadra qualificata agli spareggi per la fase finale.

### Risultati
| Squadra 1     | Risultato   | Squadra 2     |
| 1ª giornata   | 1ª giornata | 1ª giornata   |
| ------------- | ----------- | ------------- |
| Melgar        | 3 - 3       | Vasco da Gama |
| Academia P.C. | 2 - 2       | Lanús         |
| 2ª giornata   |             |               |
| Vasco da Gama | 1 - 0       | Academia P.C. |
| Lanús         | 3 - 0       | Melgar        |
| 3ª giornata   |             |               |
| Vasco da Gama | 0 - 0       | Lanús         |
| Melgar        | 1 - 0       | Academia P.C. |
| 4ª giornata   |             |               |
| Melgar        | 0 - 1       | Lanús         |
| Academia P.C. | 4 - 1       | Vasco da Gama |
| 5ª giornata   |             |               |
| Lanús         | 1 - 0       | Vasco da Gama |
| Academia P.C. | 0 - 1       | Melgar        |
| 6ª giornata   |             |               |
| Lanús         | 2 - 2       | Academia P.C. |
| Vasco da Gama | 3 - 0       | Melgar        |

### Tabellini
| Arbitro: | Derlis López |

|                                      |           |                                     |
| Rodríguez 39’ Castro 80’ Cabrera 90’ | Marcatori | 3’ Coutinho 32’ Vegetti 51’ Vegetti |

| Arbitro: | Carlos Ortega |

|                       |           |                       |
| Paredes 14’ Awudu 50’ | Marcatori | 69’ Canelo 75’ Aquino |

| Arbitro: | Bryan Loayza |

|               |           |  |
| Vegetti 45+2’ | Marcatori |  |

| Arbitro: | Mathías De Armas |

|                                    |           |  |
| Moreno 45+1’ Salvio 47’ Orozco 79’ | Marcatori |  |

| Rio de Janeiro 22 aprile 2025, ore 21:30 UTC-3 3ª giornata | Vasco da Gama | 0 – 0 referto | Lanús | Estádio São Januário (19 291 spett.)\| Arbitro: \| Gery Vargas \| |
| Arbitro:                                                   | Gery Vargas   |               |       |                                                                   |

| Arbitro: | Juan Andrade |

|             |           |  |
| Barrios 42’ | Marcatori |  |

| Arbitro: | Carlos Ortega |

|  |           |            |
|  | Marcatori | 84’ Medina |

| Arbitro: | José Méndez |

|                                                                      |           |                 |
| Júnior Paredes 28’ (rig.) Padrón 49’ Guerrero 60’ Júnior Paredes 65’ | Marcatori | 38’ João Victor |

| Arbitro: | Carlos Benítez |

|             |           |  |
| Carrera 53’ | Marcatori |  |

| Arbitro: | Juan Carlos Andrade |

|  |           |                    |
|  | Marcatori | 51’ (rig.) Cabrera |

| Arbitro: | Ivo Méndez |

|                       |           |                                |
| Salvio 12’ Moreno 21’ | Marcatori | 15’ Paredes 62’ (rig.) Paredes |

| Arbitro: | Jhon Ospina |

|                                         |           |  |
| Rayan 3’ Paulo Henrique 33’ Vegetti 44’ | Marcatori |  |

## Gruppo H

### Classifica
| Squadra          | Pt | G | V | N | P | GF | GS | DG |
| ---------------- | -- | - | - | - | - | -- | -- | -- |
| Cienciano        | 10 | 6 | 2 | 4 | 0 | 12 | 6  | +6 |
| Atlético Mineiro | 9  | 6 | 2 | 3 | 1 | 11 | 6  | +5 |
| Caracas          | 8  | 6 | 2 | 2 | 2 | 9  | 11 | -2 |
| Dep. Iquique     | 4  | 6 | 1 | 1 | 4 | 7  | 16 | -9 |

Legenda
      Squadra qualificata alla fase finale.
      Squadra qualificata agli spareggi per la fase finale.

### Risultati
| Squadra 1        | Risultato   | Squadra 2        |
| 1ª giornata      | 1ª giornata | 1ª giornata      |
| ---------------- | ----------- | ---------------- |
| Dep. Iquique     | 1 - 2       | Caracas          |
| Cienciano        | 0 - 0       | Atlético Mineiro |
| 2ª giornata      |             |                  |
| Caracas          | 2 - 2       | Cienciano        |
| Atlético Mineiro | 4 - 0       | Dep. Iquique     |
| 3ª giornata      |             |                  |
| Caracas          | 1 - 1       | Atlético Mineiro |
| Dep. Iquique     | 2 - 2       | Cienciano        |
| 4ª giornata      |             |                  |
| Dep. Iquique     | 3 - 2       | Atlético Mineiro |
| Cienciano        | 3 - 1       | Caracas          |
| 5ª giornata      |             |                  |
| Atlético Mineiro | 3 - 1       | Caracas          |
| Cienciano        | 4 - 0       | Dep. Iquique     |
| 6ª giornata      |             |                  |
| Atlético Mineiro | 1 - 1       | Cienciano        |
| Caracas          | 2 - 1       | Dep. Iquique     |

### Tabellini
| Arbitro: | Augusto Aragón |

|                |           |                           |
| Puch 4’ (rig.) | Marcatori | 33’ Echenique 37’ Aguilar |

| Cuzco 1 aprile 2025, ore 19:30 UTC-5 1ª giornata | Cienciano          | 0 – 0 referto | Atlético Mineiro | Estadio Inca Garcilaso de la Vega (15 683 spett.)\| Arbitro: \| Leandro Rey Hilfer \| |
| Arbitro:                                         | Leandro Rey Hilfer |               |                  |                                                                                       |

| Arbitro: | José Ortiz |

|                         |           |                       |
| Reinoso 8’ Rondón 90+9’ | Marcatori | 41’ Garcés 66’ Garcés |

| Arbitro: | Juan Benítez |

|                                                                |           |  |
| Rony 1’ Hulk 11’ (rig.) Natanael 35’ Gustavo Scarpa 66’ (rig.) | Marcatori |  |

| Arbitro: | Darío Herrera |

|               |           |                      |
| De Santis 66’ | Marcatori | 24’ (aut.) Rodríguez |

| Arbitro: | Maximiliano Ramírez |

|                      |           |                          |
| Pino 29’ Fuentes 65’ | Marcatori | 24’ Gentile 90+9’ Garcés |

| Arbitro: | Leandro Rey Hilfer |

|                                  |           |                        |
| Ramos 34’ Ramos 53’ Orellana 60’ | Marcatori | 10’ Rubens 78’ Bernard |

| Arbitro: | Cajas |

|                                     |           |               |
| Gentile 13’ Valoyes 67’ Noronha 83’ | Marcatori | 34’ Hernández |

| Arbitro: | José Burgos |

|                                     |           |                      |
| Edet 28’ (aut.) Cuello 48’ Rony 77’ | Marcatori | 59’ (rig.) de Santis |

| Arbitro: | David Ojeda |

|                                                 |           |  |
| Gentile 21’ Noronha 39’ Gentile 41’ Noronha 48’ | Marcatori |  |

| Arbitro: | Juan Benítez |

|            |           |                    |
| Lyanco 43’ | Marcatori | 45+7’ (rig.) Cueva |

| Arbitro: | Alex Cajas |

|                      |           |              |
| Covea 26’ Tegues 34’ | Marcatori | 54’ González |